# Кейхін-Мару
Кейхін-Мару — корабель, який під час Другої світової війни брав участь в операціях японських збройних сил. 
Судно спорудили в 1938 році для компанії Kanagawa Ken.  
10 вересня 1943-го «Кейхін-Мару» реквізували для потреб Імперського флоту Японії і переобладнали в мисливець за підводними човнами. 
14 березня 1945-го «Кейхін-Мару» перебував у Яванському морі західніше від острова Масалембу, де був виявлений та потоплений американським підводним човном USS Sea Robin. За іншими даними перемогу здобув підводний човен USS Bream.